# Special Function Register
SFR (Special Function Register = speciální funkční registry) jsou vyhrazená paměťová místa se specifickým účelem. Mohou uchovávat i různé informace o stavu procesoru nebo připojených periferií. Obecně je můžeme dělit na dvě části:
- datové - slouží k uchování dat, nejznámějšími jsou registry A (Acc, střadač), B, DPL a DPH (poslední dva se využívají především k adresaci externí paměti)
- řídící - slouží k řízení procesoru nebo připojených zařízení, uchovávají informace o stavu procesoru (tyto bajty jsou bitově adresovatelné). Nejznámější jsou registry TCON (řízení čítačů/časovačů) resp. IP (Instruction Pointer = instrukční ukazatel).

Umístění oblasti SFR se liší procesor od procesoru, jako příklad může posloužit systém použitý v Intel 8051.